# Nu en dan: 30 jaar Herman van Veen
Nu en dan: 30 jaar Herman van Veen is een verzamelbox van de Nederlandse artiest Herman van Veen, uitgebracht in 1998 ter gelegenheid van zijn dertigjarig artiestenjubileum. De box bevat vier cd's met een overzicht van zijn werk, inclusief heropnamen van oudere nummers, nieuwe bewerkingen en enkele nieuwe liederen.

## Achtergrond
De compilatie werd uitgebracht in 1998 door Universal Music (onder het label Polydor). De titel Nu en dan verwijst naar het samengaan van vroeger werk ("dan") met recenter materiaal ("nu"). Van Veen koos ervoor om veel nummers opnieuw op te nemen of te herinterpreteren, wat deze verzamelbox onderscheidt van een klassieke "greatest hits".

## Inhoud
De boxset bestaat uit vier cd's. Elke cd bevat een mix van bekende en minder bekende liederen. De volgorde is niet chronologisch, maar thematisch geordend rond Van Veens repertoire als zanger, verteller en componist.
Enkele opgenomen nummers (selectie):
- Suzanne
- Anne
- Hilversum III
- Opzij
- Fiets
- Liedje van niets
- Mengelmoes

## Specificaties
| Kenmerk          | Informatie                                                |
| ---------------- | --------------------------------------------------------- |
| Titel            | Nu en dan: 30 jaar Herman van Veen                        |
| Artiest          | Herman van Veen                                           |
| Jaar van uitgave | 1998                                                      |
| Label            | Universal / Polydor                                       |
| Aantal cd's      | 4                                                         |
| Genre            | Kleinkunst, chanson, luisterlied                          |
| Taal             | Nederlands (met enkele nummers in andere talen)           |
| Opnamen          | Heropnamen en remasters van bestaande nummers, deels live |